# Baza africà
El baza africà (Aviceda cuculoides) és un ocell rapinyaire de la família dels accipítrids (Accipitridae). Habita zones de bosc i selva de l'Àfrica subsahariana des del sud del Senegal cap a l'est fins al sud del Sudan i Etiòpia i cap al sud fins a Sud-àfrica, a excepció de les zones àrides de l'Àfrica sud-occidental. El seu estat de conservació es considera de risc mínim.